# Mittenothamnium serratum
Mittenothamnium serratum là một loài Rêu trong họ Hypnaceae. Loài này được (A. Jaeger) Cardot mô tả khoa học đầu tiên năm 1913.